# Christian Corona
Christian Corona (Pordenone, 1º ottobre 1977) è un giocatore di curling italiano.
Ha fatto parte della nazionale italiana junior di curling partecipando ad un campionato mondiale junior di curling nel 1996 a Hamilton, in Canada. Nel 2003 ha partecipato alle Universiadi.